# Stanisław Czerny (oficer)
Stanisław Czerny (ur. 10 sierpnia 1889 w Wygnance, zm. 12 października 1963 w Szczecinie) – podpułkownik intendent Wojska Polskiego.

## Życiorys
Urodził się 10 sierpnia 1889 roku w rodzinie Teodora i Józefy. Uczył się w C. K. Gimnazjum w Buczaczu, gdzie w 1909 zdał egzamin dojrzałości. Działał w Organizacji Młodzieży Niepodległościowej „Zarzewie” i w Polskiej Drużynie Strzeleckiej w Czortkowie. Przed 1914 uzyskał absolutorium na studiach prawa.
Po wybuchu I wojny światowej wstąpił do Legionów Polskich 29 sierpnia 1914. Służył w 3 pułku piechoty w składzie II Brygady, od lipca 1915 w 1 pułku artylerii, od września do grudnia 1917 w Stacji Zbornej we Lwowie, od kwietnia 1918 służył w szeregach c. i k. armii.
Po odzyskaniu przez Polskę niepodległości został przyjęty do Wojska Polskiego w listopadzie 1918. Został mianowany podporucznikiem 26 grudnia 1918. Był przydzielony do Komisji Poborowej nr 4. 3 maja 1922 roku został zweryfikowany w stopniu kapitana ze starszeństwem z dniem 1 czerwca 1919 roku w korpusie oficerów administracji, dział gospodarczy. W 1923 jako oficer nadetatowy Okręgowego Zakładu Gospodarczego VI we Lwowie, kształcił się na II roczniku Wyższej Szkoły Intendentury w Warszawie. 31 marca 1924 roku został mianowany majorem ze starszeństwem z dniem 1 lipca 1923 roku i 20. lokatą w korpusie oficerów administracji, dział gospodarczy. W latach 1924–1933 pełnił służbę w 7 Okręgowym Szefostwie Intendentury w Poznaniu, a następnie w Szefostwie Intendentury Dowództwa Okręgu Korpusu Nr VII w Poznaniu. 29 stycznia 1932 roku został mianowany podpułkownikiem ze starszeństwem z dniem 1 stycznia 1932 roku i 5. lokatą w korpusie oficerów intendentów. W maju 1936, pełniąc funkcję szefa intendentury w Dowództwie Okręgu Korpusu Nr X w Przemyślu został wybrany skarbnikiem zarządu Okręgowego Towarzystwa Przyjaciół Związku Strzeleckiego w Przemyślu. W 1939 roku pełnił służbę w Departamencie Intendentury Ministerstwa Spraw Wojskowych w Warszawie na stanowisku szefa Wydział Kwaterunkowego. Pod koniec lat 30. pełnił funkcję prezesa oddziału Związku Legionistów Polskich w Przemyślu.
Zmarł 12 października 1963 roku. Został pochowany na cmentarzu Centralnym w Szczecinie (kwatera 33A-11-18).

## Ordery i odznaczenia
- Krzyż Niepodległości (12 maja 1931)[13]
- Krzyż Kawalerski Orderu Odrodzenia Polski (11 listopada 1937)[14]
- Krzyż Walecznych (trzykrotnie)
- Złoty Krzyż Zasługi (10 listopada 1928)[15]
- Srebrny Krzyż Zasługi